# Viktoria Azarenková
Viktoria Azarenková (bělorusky Вікторыя Фёдараўна Азаранка, rusky Виктория Фёдоровна Азаренко; * 31. července 1989 Minsk) je běloruská profesionální tenistka trvale žijící ve Spojených státech, olympijská vítězka a bronzová medailistka z londýnských Her XXX. olympiády a v letech 2012–2013 světová jednička ve dvouhře, celkově dvacátá první v historii. Na čele klasifikace ve dvou obdobích strávila 51 týdnů. Ve své dosavadní kariéře na okruhu WTA Tour vyhrála dvacet jedna turnajů ve dvouhře, včetně trofejí na Miami Masters 2009, 2011 a 2016. K nim přidala deset titulů ve čtyřhře. V rámci okruhu ITF získala jednu trofej ve dvouhře a tři ve čtyřhře.
Na nejvyšší grandslamové úrovni vyhrála dvouhru na Australian Open 2012 a 2013. Získala také dva grandslamové tituly ve smíšené čtyřhře – s Maxem Mirným na US Open 2007 a s Bobem Bryanem na French Open 2008. Jako poražená finalistka skončila na US Open v letech 2012, 2013 a 2020, když v prvních dvou případech podlehla Sereně Williamsové a potřetí Naomi Ósakaové. V semifinále Wimbledonu 2011 pak nestačila na Petru Kvitovou, s níž prohrála i finálový zápas na Turnaji mistryň 2011.
Na žebříčku WTA byla nejvýše ve dvouhře klasifikována v lednu 2012 na 1. místě a ve čtyřhře pak v červenci 2008 na 7. místě. V říjnu 2021 se trenérem stal Maxim Tčutakjan.
V běloruském týmu Billie Jean King Cupu debutovala v roce 2005 utkáním bloku 1. skupiny zóny Evropy a Afriky proti Izraeli, v němž vyhrála dvouhru i čtyřhru. Do roku 2025 v soutěži nastoupila k dvaceti jednomu mezistátnímu utkání s bilancí 17–5 ve dvouhře a 6–2 ve čtyřhře.
V červenci 2016 oznámila těhotenství a dočasné přerušení kariéry. V prosinci téhož roku porodila syna a na tenisový okruh se vrátila červnovým Mallorca Open 2017 hraným na trávě.

## Tenisová kariéra
V roce 2005 vyhrála juniorku Australian Open ve dvouhře a s Marinou Erakovicovou také ve čtyřhře. Stejně tak triumfovala ve dvouhře juniorky na US Open a na konci roku ji Mezinárodní tenisová federace vyhlásila juniorskou mistryní světa.

### 2011
Sezónu začala čtvrtfinálovou účastí na turnaji v Sydney. Jako osmá nasazená prohrála v osmifinále Australian Open s Číňankou Li Na.
Výraznější úspěch přišel v Americe. Vítězství zaznamenala na Sony Ericsson Open po finálovém triumfu nad Ruskou Marií Šarapovou, když v předchozích kolech přešla přes světovou dvojku Kim Clijstersovou a také trojku Věru Zvonarevovou.
Následující týden si připsala první antukový titul, a to na Andalucia Tennis Experience, když ve finále porazila Irinu-Camelii Beguovou. Finálové účasti dosáhla také na madridském Mutua Madrileña Madrid Open, v němž ve finále nestačila na Petru Kvitovou.
Ve čtvrtfinále pak vypadla na French Open, opět s Na Liovou, pozdější vítězkou. Do prvního grandslamového semifinále se probojovala ve Wimbledonu, ale opět prohrála s příští vítězkou Kvitovou. Do semifinále se dostala také v Torontu.Účast na US Open zakončila ve třetím kole porážkou od vracející se Sereny Williamsové.
V týdnu předcházejícím turnaji mistryň vyhrála BGL Luxembourg Open, když ve finále porazila Rumunku Monicu Niculescuovou.
Sezónu zakončila ve finále dvouhry na Turnaji mistryň, v němž prohrála s Češkou Petrou Kvitovou.

### 2012: Vítězství na Australian Open a světová jednička

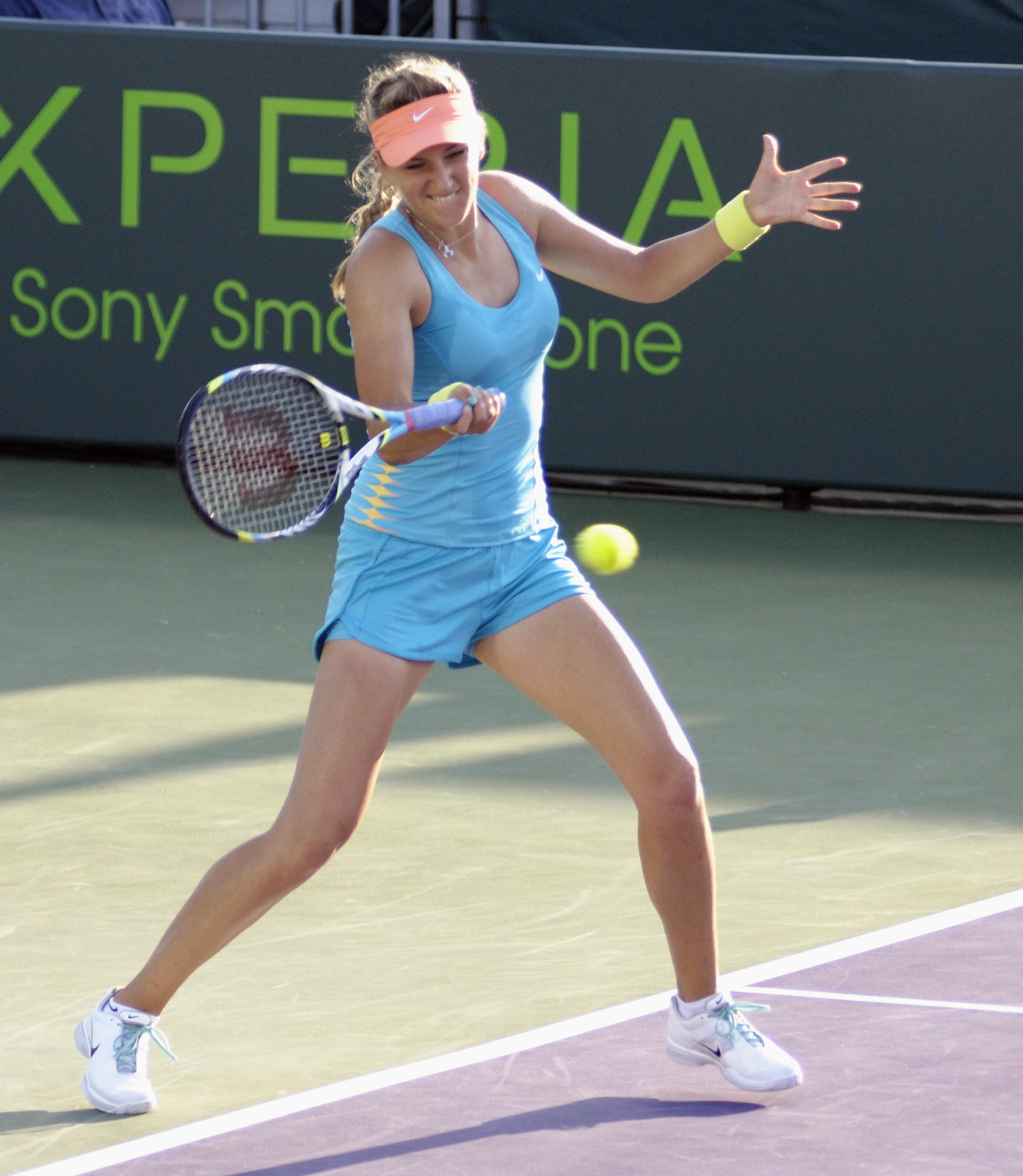
Azarenková na Sony Ericsson Open, kde zaznamenala první porážku roku

Sezónu zahájila na turnaji v Sydney, kde cestou pavoukem porazila tři hráčky z první desítky – ve čtvrtfinále Bartoliovou, v semifinále Radwańskou a ve finále Li Na. Do Australian Open tak vstupovala jako jedna z favoritek a jedna z adeptek v boji o tenisový trůn. V prvních čtyřech kolech ztratila dohromady jenom dvanáct gamů, ve čtvrtfinále otočila zápas s Radwańskou a v semifinále zdolala obhájkyni titulu Kim Clijstersovou. Ve svém debutovém finále na majoru přehrála Rusku Marii Šarapovovou, když od stavu 3–3 v úvodní sadě získala ve svůj prospěch všechny následují hry a Rusce uštědřila kanára. Výhra v přímém souboji o první místo žebříčku WTA znamenala, že se Azarenková 30. ledna poprvé posunula do čela světové klasifikace a to dvacátá první tenistka v historii a první Běloruska vůbec.

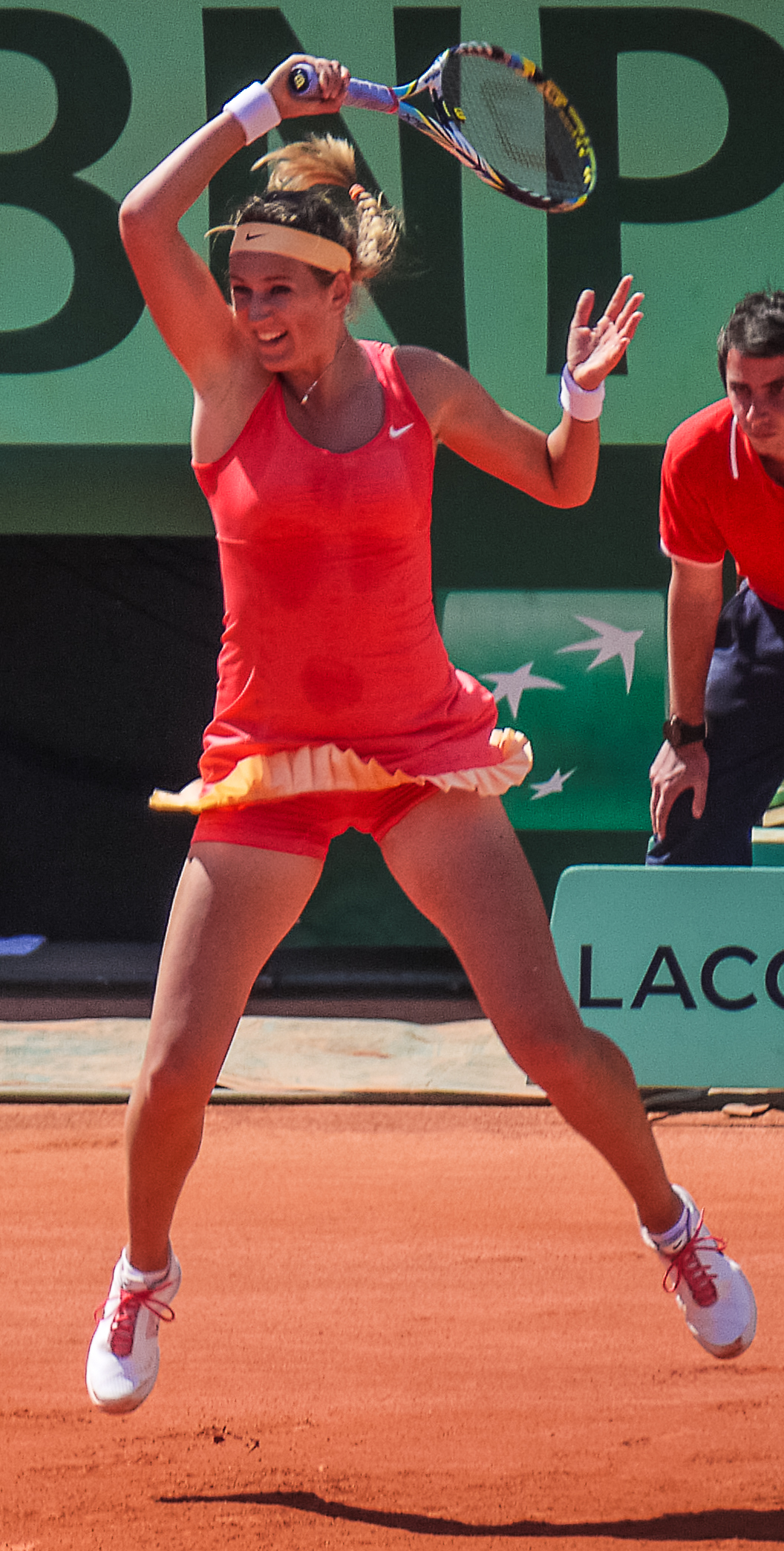
Na French Open

Další turnaj po vítězném australském turné představoval Qatar Total Open, kde v semifinále potřetí v řadě porazila Agnieszku Radwańskou,a to i přesto, že během utkání zranila kotník. Ve finále si pak hladce poradila se Stosurovou. Na turnaji ztratila celkově jen 18 her. Z navazujícího turnaje v Dubaji se odhlásila. Ve vítězném tažení pokračovala v březnu v Indian Wells řadící se do kategorie Premier Mandatory. Ve finále porazila v repríze melbournského finále světovou dvojku Šarapovovou a navýšila bilanci zápasů v roce 23–0 ve svůj prospěch. Na Miami Masters měla ve čtvrtém kole namále se Slovenkou Dominikou Cibulkovou, když prohrávala už 1–6 a 0–4, utkání ale zvládla a vyhrála ve třech setech. Její vítěznou šňůru ukončila ve čtvrtfinále Marion Bartoliová.
Antukovou část sezóny odstartovala ve stuttgartské hale na Porsche Tennis Grand Prix, kde popáté porazila Radwańskou a popáté prošla do finále. V něm napotřetí poprvé odešla poražena ze souboje se Šarapovovou. Na madridské modré antuce obhájila po otočce s Li Na a šestém vítězství nad Radwańskou finálovou účast I tentokrát odešla poražena, tentokrát od deváté nasazené Sereny Williamsové. Z navazujícího Rome Masters odstoupila před zápasem třetího kola. Na French Open hrála poprvé v roli nasazené jedničky na majoru. Na okraji vyřazení se ocitla již v prvním kole, když prohrávala s Italkou Briantiovou po ztracené první sadě ve druhém dějství o čtyři hry, zápas ale dokázala otočit. Dohrála nakonec ve 4. kole se slovenskou hráčkou Dominikou Cibulkovou. Celkové vítězství Šarapovové znamenalo ztrátu pozice světové jedničky, na které setrvala devatenáct týdnů v řadě.
Na trávě neodehrála žádný přípravný turnaj a nastoupila tak rovnou až do Wimbledonu. V něm byla v úvodních kolech suverénní, když do druhého semifinále na wimbledonské trávě postoupila bez ztracené sady. Semifinálovou porážku jí druhý rok v řadě připravila pozdější vítězka, tentokrát Serena Williamsová. Po turnaji se díky výsledkům Šarapovové a Radwańské opět vrátila do čela žebříčku.

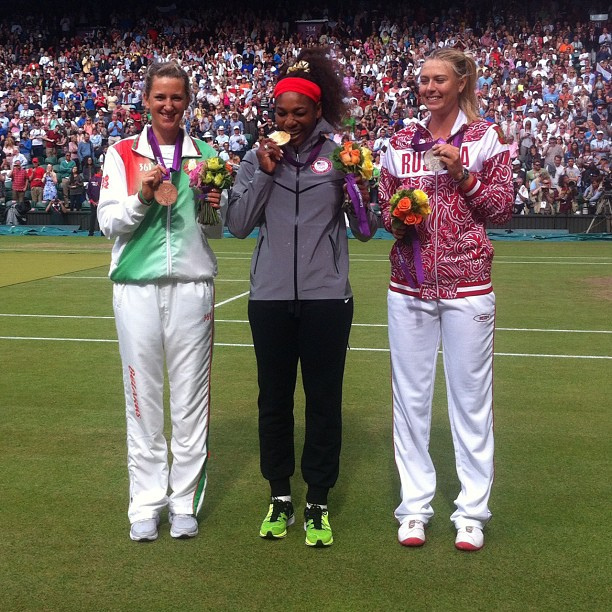
Azarenková (první zleva) – bronzová olympijská medailistka z dvouhry

 Do londýnského olympijského turnaje hraného opět v All England Clubu necelý měsíc po skončení Wimbledonu tak vstupovala jako první nasazená. Na cestě do semifinále ztratila jediný set, když prohrála druhou sadu úvodního kola s Rumunkou Beguovou. V semifinále ji pak hladce porazila opět Serena Williamsová, když na ni uhrála pouze tři gamy. V boji o bronzovou medaili přehrála Rusku Marií Kirilenkovou. Ještě lépe si vedla v soutěži smíšené čtyřhry, kde po boku Maxe Mirnyjeho získala zlato po finálové výhře nad domácí dvojicí Laura Robsonová a Andy Murray.
Vinou zranění kolena vynechala velké severoamerické turnaje v Kanadě a Cincinnati. Jenom deset her prohrála v prvních čtyřech kolech na US Open. Ve čtvrtfinále vyřadila obhájkyni titulu Samanthu Stosurovou ve zkrácené hře třetí sady, a po vítězství na Šarapovovou postoupila do podruhé do grandslamového finále. Ve třetím setu vedla již 5–5 na gamy a byla dva míče od vítězství, ale domácí favoritce nakonec po čtyřech ztracených hrách podlehla.
Z tokijského turnaje odstoupila před čtvrtfinálovým zápasem proti Němce Kerberové kvůli nevolnostem. Suverénně však ovládla následující týden turnaj Premier Mandatory v Pekingu po finálové výhře nad Šarapovovou ve dvou setech. Šestý titul roku získala v rakouské hale na Generali Ladies Linz, kde na ni ve finále nestačila Julia Görgesová. Ani na jedné z vyhraných akcí ji žádná soupeřka neuzmula set. Počtvrté za sebou tak nechyběla na závěrečném Turnaji mistryň v Istanbulu. Po porážce od Williamsové, která byla její jedinou prohrou v základní skupině, postoupila do semifinále z druhého místa. I přes vyřazení od Šarapovové zakončila rok poprvé jako světová jednička ve dvouhře žen.

### 2013: Druhý titul z Australian Open a zranění

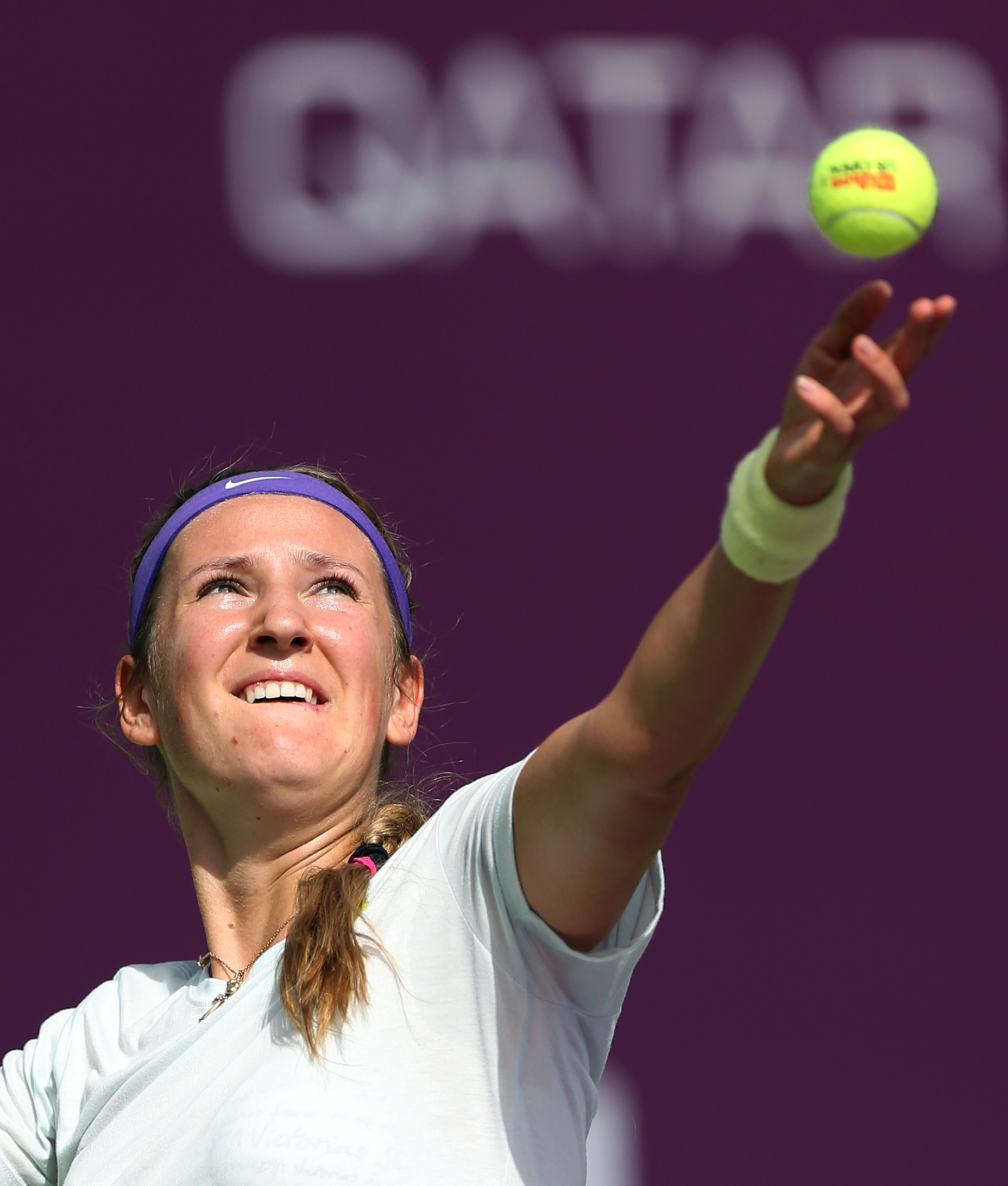
Servis na vítězném Qatar Total Open

Z úvodního turnaje Brisbane International odstoupila před semifinále se Serenou Williamsovou. Jako obhájkyně triumfu vstupovala do Australian Open. Jeden set ztratila už ve třetím kole proti Jamie Hamptonové, v dalších zápasech ale zůstal suverénní. Ve čtvrtfinále porazila bývalou světovou dvojku Kuzněcovovou a v semifinále přemožitelku Sereny Williamsové Sloane Stephensovou. Ve finále pak otočila nepříznivě se vyvíjející utkání proti Číňance Li Na a obhájila tak titul a udržela pozici světové jedničky. O tu přišla navzdory další úspěšné obhajobě po únorovém Qatar Total Open, když ji na prvním místě vystřídala právě Williamsová, která měla jistotu návratu do čela již po postupu do semifinále, a to přesto, že Američanku v boji o titul porazila. Při absenci Williamsové hrála na BNP Paribas Open jako první nasazená a opět v roli obhájkyně titulu. Před čtvrtfinále s Dánkou Caroline Wozniackou však z turnaje odstoupila kvůli zranění kotníku a odhlásila se i z navazujícího Sony Open Tennis.
Vrátila až v půlce května v Madridu, po roční pauze opět na klasické červené antuce. V druhém kole odešla poprvé poražena ze soutěžního zápasu, když ji vyřadila Makarovová. Lépe se jí dařilo na Internazionali BNL d'Italia, kde došla potření v sezóně do finále. V něm ji deklasovala Serena Williamsová a oplatila jí únorovou porážku. Azarenková prohrála šesté ze sedmi finálových duelů hraných na antuce. Na French Open si poprvé zahrála semifinále, čímž zkompletovala sbírku účastí v této fázi turnaje ze všech majorů, a zároveň postoupila do čtvrtého semifinále na turnaji velké čtyřky v řadě. V boji o finále byla nad její síly obhájkyně titulu Maria Šarapovová. Bodový zisk ji však vrátil na druhé místo žebříčku, které opustila v březnu.
Před druhým kolem wimbledonské dvouhry proti Flavii Pennettaové odstoupila pro poranění kolena, které si způsobila během vítězného utkání v prvním kole proti Köhlerové.

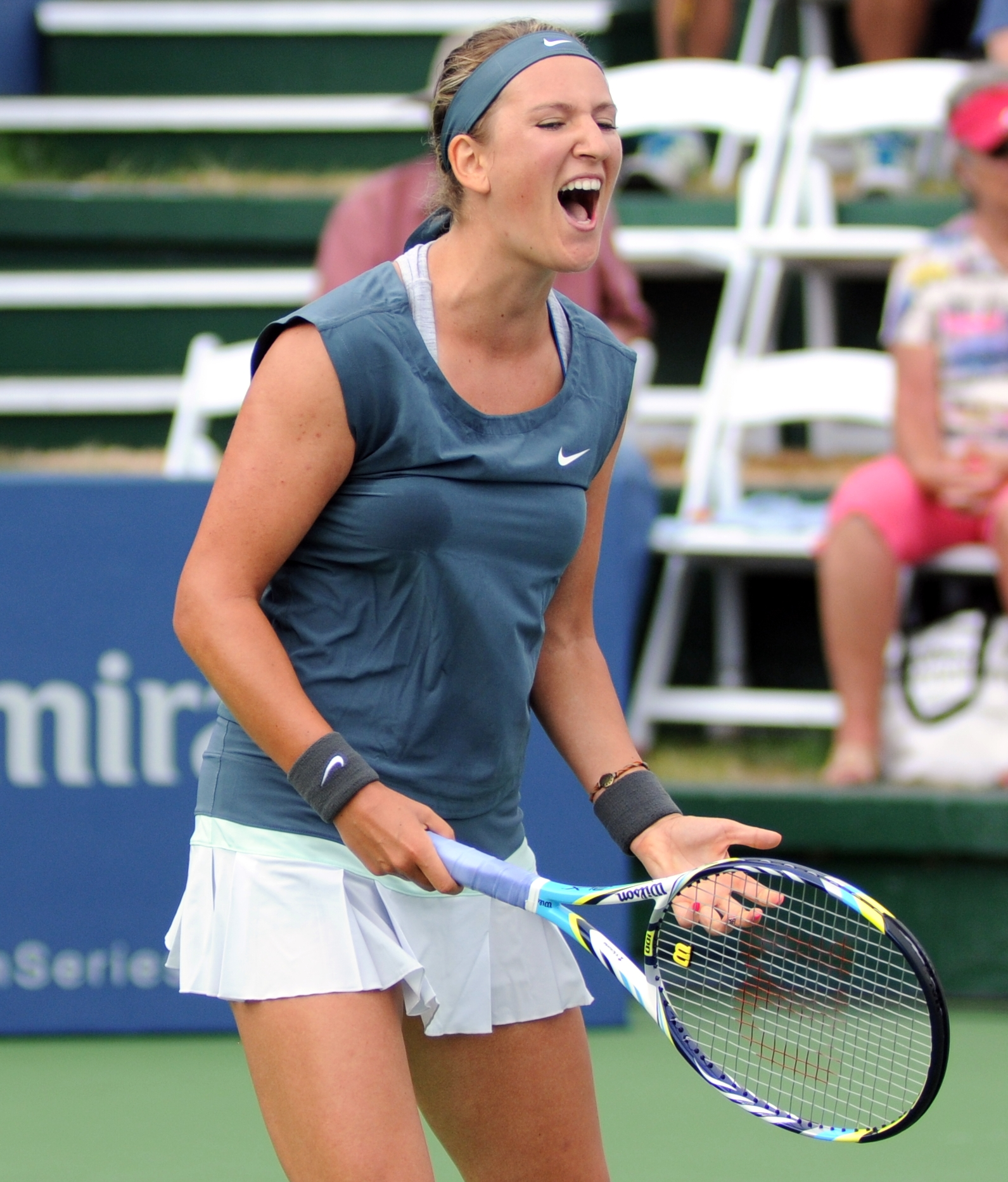
Ve druhém kole Southern California Open

Na okruh se vrátila letním Southern California Open, kde v boji o titul nestačila na Samanthu Stosurovou. Třetí titul roku si připsala na Cincinnati Masters, když podruhé v sezóně zdolala ve finále Serenu Williamsovou. Stejné složení měla i finálová dvojice na navazujícím grandslamu US Open, z něhož vyšla vítězně Williamsová ve třech setech Na tokijském Toray Pan Pacific Open a pekingském China Open utržila porážky vždy v úvodních zápasech. Nejdříve podlehla Venus Williamsové a poté ji přehrála Andrea Petkovicová.

### 2015: Návrat po zranění

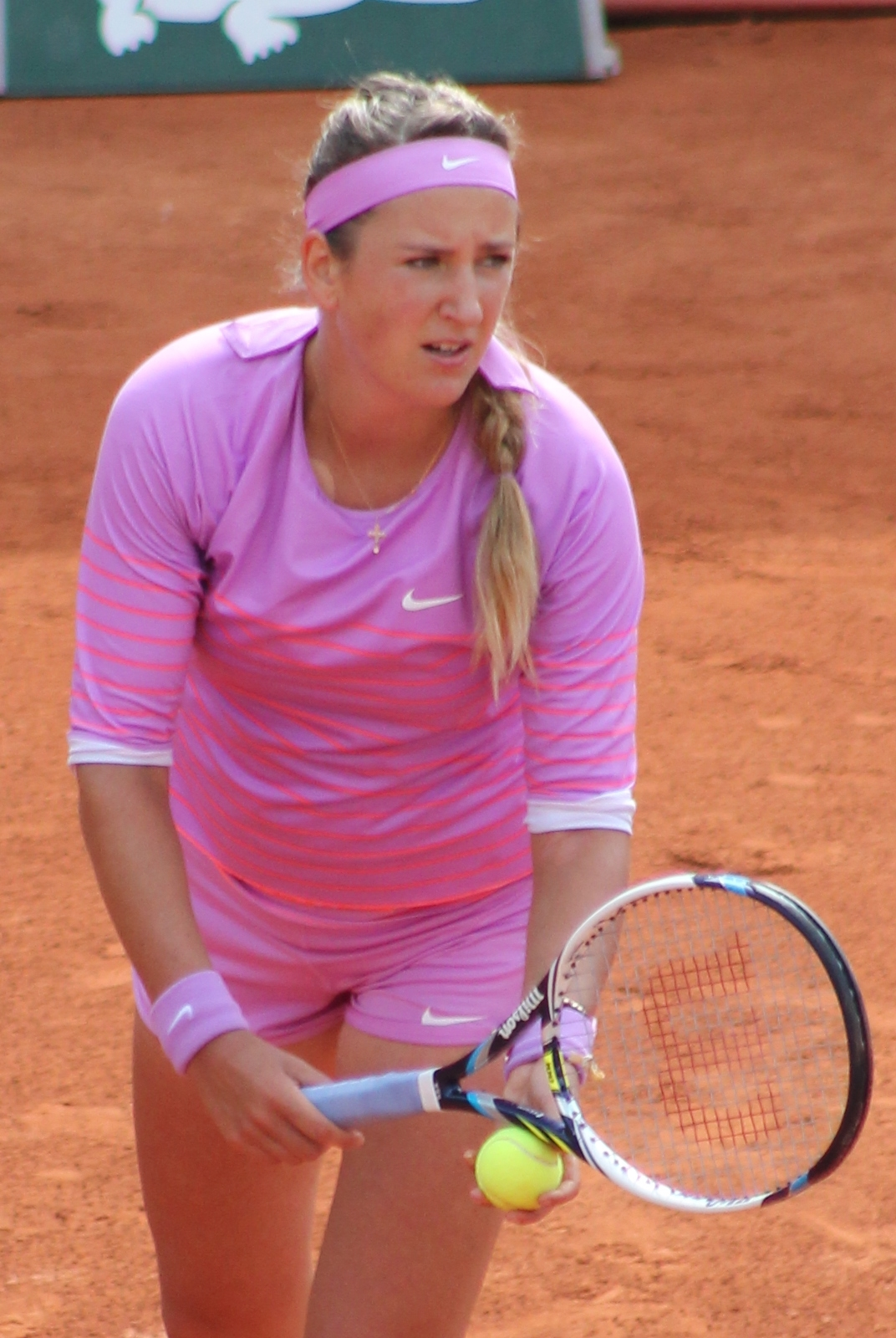
Na French Open 2015

Sezónu začala z pozice nenasazené hráčky na turnaji v Brisbane jako obhájkyně finále. V prvním kole ji vyzvala Češka Karolína Plíšková. Přestože běloruská tenistka za stavu 6–4 a 5–4 podávala na vítězství v zápase a měla mečboly, set ztratila v tiebreaku a ve třetím setu byla lepší Češka, jež nakonec oslavila jedno z největších vítězství kariéry. Azarenková zažádala o divokou kartu na Apia International Sydney, ale s žádostí neuspěla.
V důsledku neobhájení bodů byla po prvním turnaji klasifikována až na 42. druhém místě žebříčku WTA, a tak nebyla na Australian Open nasazena, v rámci grandslamů poprvé od US Open 2007. V prvním kole se třetí rok po sobě utkala s nenasazenou Američankou Sloane Stephenosovou, kterou opět porazila. Ve druhém překvapivě porazila osmou nasazenou a další bývalou světovou jedničku Dánku Caroline Wozniackou ve dvou setech. Ve třetím kole přešla přes Barboru Strýcovou, aby ji v osmifinále zastavila turnajová jedenáctka Dominika Cibulková ve třech setech.
První finále po více než roce si zahrála na únorovém Qatar Total Open v Dauhá, když v úvodním kole dovolila osmé nasazené Angelique Kerberové uhrát jen tři gamy. Ve čtvrtfinále opět zdolala po hladkém průběhu Wozniackou a v semifinále ji nezastavila ani obhájkyně titulu a jedenáctá žena klasifikace Venus Williamsová. Až z boje o titul odešla poražena od nenasazené Lucie Šafářové.

### 2016: Sunshine Double a těhotenství
Do sezóny vstoupila dominantním triumfem v Brisbane, když cestou za prvním turnajovým vítězstvím od Cincinnati Masters 2013 neztratila ani set. Nejvíce her jí v turnaji odebrala ve druhém kole šťastná poražená Ysaline Bonaventureová, která získala šest gamů. Ve finále pošesté v kariéře přehrála Němku Kerberovou a zaznamenala jubilejní 60. výhru nad hráčkou postavenou v první desítce hodnocení. Suverénně zahájila i Australian Open, když v prvním kole Van Uytvanckové nepovolila ani jednu hru. Na její raketě pak dohrály i Kovinićová, Ósakaová a třetí rok v řadě Strýcová, než ji ve čtvrtfinále zaskočila Angelique Kerberová. Azarenková v druhé sadě nevyužila vedení 5–2 a 40:0.
V březnu ovládla oba severoamerické turnaje z kategorie Premier Mandatory a stala se po Grafové a Clijstersové teprve třetí ženou, která získala tzv. Sunshine double. V Indian Wells ve finálovém souboji potřetí v kariéře porazila úřadující světovou jedničku a zároveň snížila pasivní bilanci vzájemných zápasů se Serenou Williamsovou na 4:17. Na Indian Wells Masters vyhrála po ročníku 2012 podruhé. V Miami pak ve finále porazila Rusku Světlanu Kuzněcovovou a na floridském podniku triumfovala bez ztráty jediného setu. Bilanci zápasů v probíhající sezóně zvýšila na 22–1. Bodový zisk za oba turnaje ji katapultoval na 5. místo žebříčku WTA.

### 2017: Návrat po mateřské pauze a osobní problémy
Na kurtu se vrátila už půl roku po porodu syna Lea travnatým Mallorca Open. Jako divoká karta v prvním kole odvrátila tři mečboly a proti Japonce Ozakiové zvítězila po 2 hodinách a 44 minutách poměrem 9–7 ve zkrácené hře třetí sady. Ve druhé kole ji vyřadila turnajová sedmička Ana Konjuhová.
Ve Wimbledonu startovala díky chráněnému žebříčku. Díky výhrám nad teenagerkou Bellisovou, patnáctou nasazenou a obhájkyní semifinále Vesninovou a domácí Watsonovou postoupila až do osmifinále. V něm nestačila na světovou dvojku Simonu Halepovou. V novém vydání žebříčku byla klasifikována na 203. místě.
Kvůli soudním sporům s bývalým partnerem Billym McKeaguem o syna Lea byla donucena vynechat letní americké turnaje včetně grandslamového US Open, nebo domácího finále Fed Cupu a do konce sezóny se už na dvorce nevrátila.

### 2018: Návrat do první stovky
Kvůli pokračujícím sporům musela vynechat novozélandský ASB Classic i grandslamové Australian Open. Prvním turnajem, do kterého zasáhla, se stal kalifornský BNP Paribas Open. Po výhře nad Britkou Heather Watsonovou nestačila ve druhém kole na úřadující vítězku US Open Sloane Stephensovou.

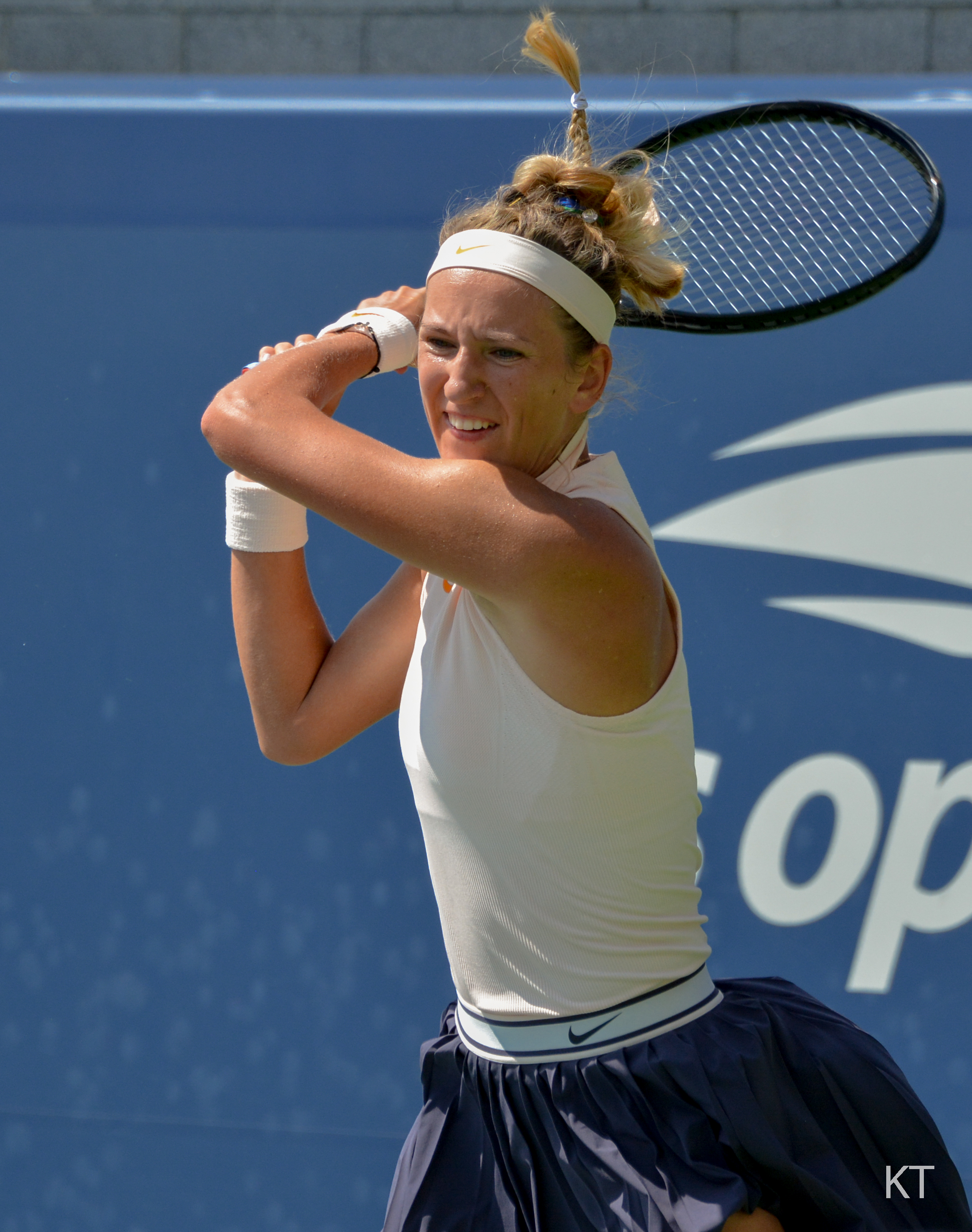
Na US Open 2018

Zlepšenou formu zaznamenala na navazujícím Miami Open, kde přes skreč Keysové, třísetovou výhru nad Sevastovovou a hladké vítězství nad Radwańskou postoupila do čtvrtfinále. V něm porazila šestou hráčku světa Karolínu Plíškovou. V semifinále se po dvou týdnech opět utkala se Stephensovou. Tentokrát dokázala proti domácí tenistce získat první sadu, nakonec však i kvůli zranění kyčle prohrála. Díky bodovému zisku se v novém vydání žebříčku WTA vrátila poprvé od návratu do první světové stovky.
Na evropských antukových turnajích zaznamenala pouze jedinou výhru, když v prvním kole turnaje v Madridu porazila Srbku Krunićovou, aby jí následně prohru z Miami vrátila Karolína Plíšková poměrem 7–5 ve třetím setu. Ani set nezískala proti Ósakaové v Římě a Siniakové na French Open. Na Mallorca Open i ve Wimbledonu dohrála ve druhém kole na raketě Lucie Šafářové, respektive Karolíny Plíškové. Výrazný úspěch však zaznamenala ve wimbledonské smíšené čtyřhře, kde po boku Jamie Murrayho došla až finále. Jednalo se o její první finále ve Wimbledonu v jakékoli seniorské soutěži.
Na tvrdém povrchu se prezentovala kolísavými výsledky. Mezi osm nejlepších se dostala na turnaji v San José patřícího do kategorie Premier, čtvrtfinálové utkání proti Danielle Collinsové ale ve druhém setu kvůli bolesti zad vzdala. Na posledním grandslamu sezóny, do kterého zasáhla díky divoké kartě pořadatelů, prošla do třetího kola. Potřetí v sezóně nestačila na Stephensovou, která na turnaji obhajovala titul. Na posledním turnaji roku v Tokiu zaznamenala výhru na světovou sedmnáctkou Bartyovou, souboj o semifinále proti Giorgiové ale vzdala kvůli zranění na konci prvního setu. Sezónu ukončila těsně za hranicí první padesátky, na 51. místě.

### 2020: Třetí finále US Open a návrat do špičky
Úvodní australskou část sezóny i samotný melbourský grandslam vynechala pro „osobní problémy“. Prvním turnajem, kterého se zúčastnila bylo únorové Monterrey Open, kde v roli obhájkyně finále a sedmé nasazené uhrála v prvním kole pouze čtyři hry proti Slovince Tamařa Zidanšekové. Z březnového Indian Wells Masters se odhlásila, aby byl celý turnaj zrušen a tenisový okruh následně přerušen pro začínající pandemii covidu-19.
Návrat na dvorce zaznamenala na americkém turnaji kategorie International v Lexingtonu. V prvním kole ji vyřadila bývalá světová jednička Venus Williamsová. Do Western & Southern Open, toho roku hraného hraného v newyorském Národním tenisovém centru Billie Jean Kingové, vstupovala bez singlového vyhraného zápasu od předešlého ročníku tohoto turnaje. Postupně však porazila bez ztráty setu Chorvatku Donna Vekićovou, Francouzky Caroline Garciaovou a Alizé Cornetovou a Tunisanku Ons Džabúrovou, aby v semifinále otočila nepříznivě se vyvíjející zápas proti Britce Johanně Kontaové. Ve finále se měla utkat s desátou hráčkou světové klasifikace Naomi Ósakaovou, která však k zápasu nenastoupila. Vítězství na turnaji představovala první turnajový triumf od Miami Open 2016 i od narození syna Lea v prosinci 2016. V následném vydání žebříčku WTA se posunula o více než 20 příček, když jí patřilo 27. místo.
Přesto však do grandslamového US Open vstupovala jako nenasazená. Na úvod ztratila jen tři gamy proti Rakušance Haasové, ve druhém kole oplatila porážku z prvního kola předešlého ročníku krajance a páté nasazené Aryně Sabalenkové a ve třetím kole přehrála polskou teenagerku Igu Świątekovou. V osmifinále zvítězila i přes ztrátu prvního setu proti Karolíně Muchové a poprvé od Australian Open 2016 postoupila mezi osm nejlepších hráček grandslamu, společně se Serena Williamsou a Cvetana Pironkovovou jako jedna ze tří matek, což se na grandslamu stalo poprvé v historii . Ve čtvrtfinále pak šestnácté nasazené Elise Mertensové povolila zisk pouze jednoho gamu. Semifinálová výhra nad turnajovou trojkou Serena Williasovou znamenala celkově pátou výhru a vůbec první na grandslamu proti této americké tenistce, stejně jako první finále na majoru Bělorusky od US Open 2013. V něm narazila po dvou týdnech opět narazila na vítězku US Open z roku 2018 Naomi Ósakaovou. V souboji dvou dvojnásobných vítězek grandslamu získala první sadu za 27 minut poměrem 6–1 a ve druhém dějství vedla o brejk, nakonec však odešla poražena i ze svého třetího newyorského finále. V novém vydání žebříčku si polepšila o čtrnáct příček na 13. místo. V deblové části soutěže spojila síly s Američankou Sofií Keninovou, odešly však poraženy ze souboje o čtvrtfinále s německo-ruským párem a pozdějšími vítězkami Laurou Siegemundovou a Věrou Zvonarevovou.
Solidní formou se prezentovala i na antukovém Italian Open, netradičně hraném bezprostředně po US Open v podzimním termínu. Měsíc starou porážku v prvním kole oplatila Venus Williamsové a ve druhém kole zaznamenala jednoznačnou výhru nad světovou pětkou a úřadující šampiónkou Australian Open Sofií Keninovou. Jednalo se o její desátý zápas vyhraný poměrem dvakrát 6–0 v kariéře a první na antuce od roku 2011. V osmifinále jí vzdala v koncovce prvního setu ruská kvalifikantka Darja Kasatkinová pro zranění kotníku, které si přivodila na začátku zkrácené hry. Ve čtvrtfinále nestačila na turnajovou devítku Muguruzaovou, když v zápase celkem sedmkrát ztratila svůj servis. Na poslední grandslamu sezóny French Open byla poprvé po čtyřech letech mezi nasazenými tenistkami. V chladném a sychravém počasí, na které se během utkání prvního kola stěžovala, dohrála již ve druhém kole, kde ji vyřadila Slovenka Anna Karolína Schmiedlová. Sezónu zakončila na dodatečně zařazeném ostravském J&T Banka Ostrava Open. Jako čtvrtá nasazené postoupila do třetího finále v sezóně, kde v prvním ryze běloruském finále na okruhu WTA uhrála na Arynu Sabalenkovou i vinou zranění jen čtyři hry.

### 2021: Opětovná zranění zad a finále v Indian Wells

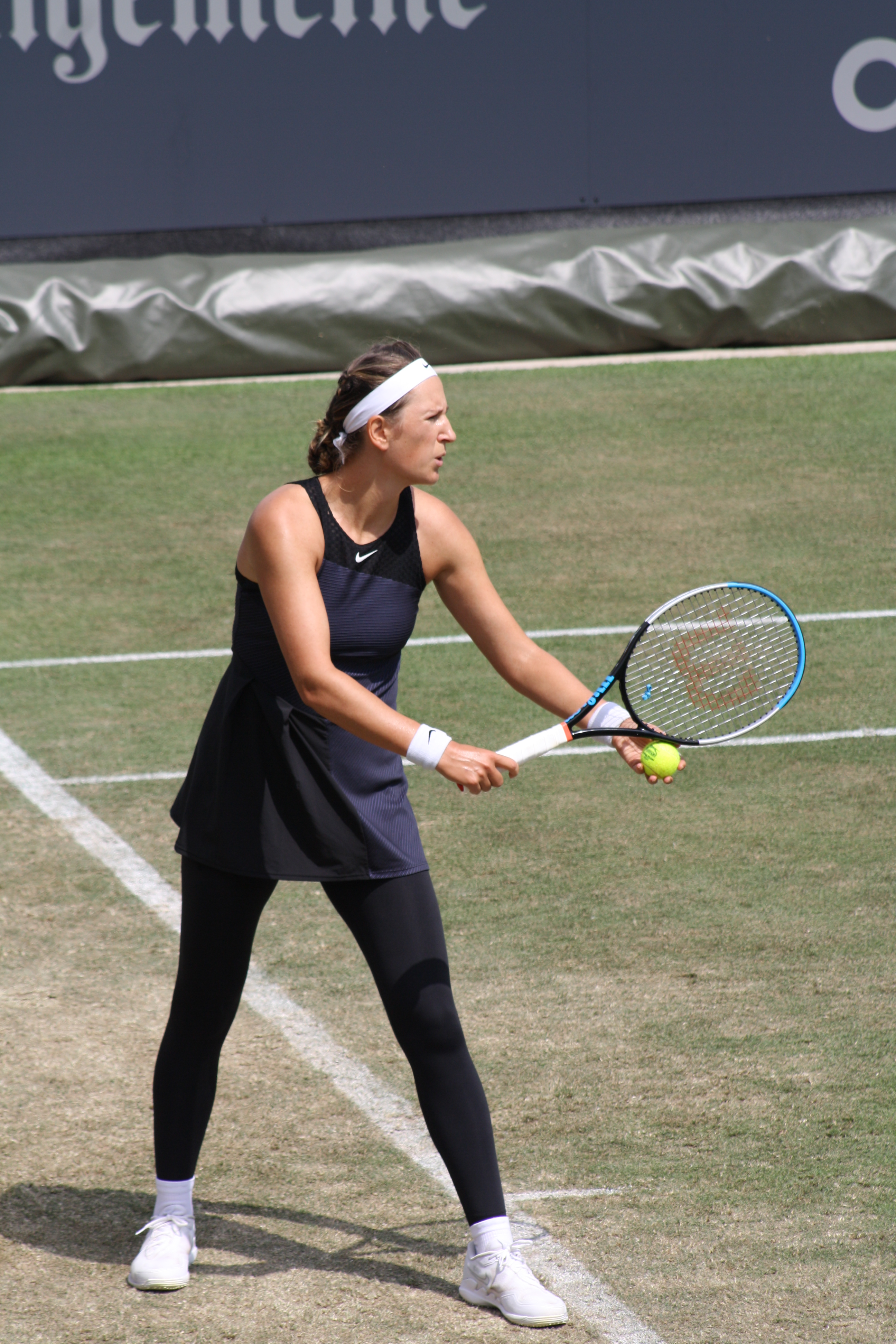
Azarenková na bett1open

Po příletu do Austrálie musela kvůli pozitivnímu testu osob na palubě letadla do přísně 14denní karantény. Následný nedostatek tréninku i herní praxe se projevil odstoupením z Grampians Trophy a porážkou v prvním kole melbournského majoru od Pegulaové. I přes zranění zad, které ji omezovalo v pohybu na dvorci, postoupila do semifinále na Qatar Total Open. K souboji o finále proti Muguruzaové ale nenastoupila, aby následně vynechala i dubajský podnik. V Miami na události z kategorie WTA 1000 ji vyřadila v osmifinále světová jednička Ashleigh Bartyová.
Zdravotní problémy pokračovaly i během antukového jara. Před French Open se zúčastnila jediného turnaje – Madrid Open, z něhož však před zápasem druhého kola odstoupila pro bolest zad. Na French Open postoupila do čtvrtého kola, což představovalo její nejlepší výsledek na antukovém grandslamu od její semifinálové účasti v roce 2013. V osmifinále ji zastavila Ruska Anastasija Pavljučenkovová, přestože Azarenková vyhrála první set.
Na travnatém bett1open hraném v Berlíně oplatila ve čtvrtfinále únorovou porážku Pegulaové a poprvé od olympijského turnaje v roce 2012 postoupil na tomto povrchu do semifinále. V ji zaskočila ruská kvalifikantka Ljudmila Samsonovová. Titul si odvezla z deblové soutěže, ve které triumfovala po boku krajanky Sabalenkové. Z navazujícího Bad Homburg Open odstoupila před čtvrtfinálovým duelem poté, co ve druhém kole odvrátila v tříhodinovém souboji tři mečboly proti Cornetové a zvítězila poměrem 9:7 ve zkrácené hře třetí sady. Z Wimbledonu byla vyřazena už ve druhém kole po porážce od Sorany Cîrsteaové.
Vůbec nejlepší turnajový výsledek zaznamenala až na závěrečném podniku roku v Indian Wells, netradičně hraném v polovině října. Od třetího kola kola přehrála postupně turnajovou šestku Kvitovou, následně krajanku Sasnovičovou a ve čtvrtfinále Pegulaovou, pokaždé ve dvou setech. V semifinále proti Ostapenkové prohrávala už o set a brejk, zápas však dokázala otočit a postoupila po třetího tamního finále. V něm nestačila na po více než třech hodinách na Španělku Paula Badosová, když o vítězce rozhodl až tiebreak třetí sady.

## Soukromý život
Ve čtrnácti letech se z Minsku přestěhovala do arizonského Scottsdale, kde začala trénovat v lepších podmínkách. V této době jí ve Spojených státech pomáhali hokejový brankář NHL Nikolaj Chabibulin s manželkou, kteří jsou přáteli její matky.
Před plánovanou Letní olympiádou v Riu de Janeiru 15. července 2016 oznámila dočasné přerušení kariéry pro těhotenství, s termínem porodu v závěru roku. Dne 20. prosince 2016 porodila syna Lea. V dubnu 2017 oznámila, že se na tenisový okruh plánuje vrátit stanfordským Bank of the West Classic na přelomu července a srpna 2017. Ve druhé polovině května pak na twitterovém účtu napsala, že se objeví již v travnaté části sezóny a na okruh se vrátila červnovým Mallorca Open 2017 hraným na trávě.

## Trenérské vedení
- António van Grichen (2005–2009)
- Sam Sumyk (2010–2015)
- Wim Fissette (2015–2016, listopad 2018 – prosinec 2019)[58]
- Michael Joyce (2017)
- Dorian Descloix (únor 2020 – 2021)[59]
- Maxim Tčutakjan (od října 2021)

## Finále na Grand Slamu

### Ženská dvouhra: 5 (2–3)
| Stav       | rok  | turnaj              | povrch | soupeřka ve finále | výsledek           |
| ---------- | ---- | ------------------- | ------ | ------------------ | ------------------ |
| Vítězka    | 2012 | Australian Open     | tvrdý  | Maria Šarapovová   | 6–3, 6–0           |
| Finalistka | 2012 | US Open             | tvrdý  | Serena Williamsová | 2–6, 6–2, 5–7      |
| Vítězka    | 2013 | Australian Open (2) | tvrdý  | Li Na              | 4–6, 6–4, 6–3      |
| Finalistka | 2013 | US Open (2)         | tvrdý  | Serena Williamsová | 5–7, 7–6(8–6), 1–6 |
| Finalistka | 2020 | US Open             | tvrdý  | Naomi Ósakaová     | 6–1, 3–6, 3–6      |

### Ženská čtyřhra: 4 (0–4)
| Stav       | rok  | turnaj              | povrch | spoluhráčka       | soupeřky ve finále                                        | výsledek      |
| ---------- | ---- | ------------------- | ------ | ----------------- | --------------------------------------------------------- | ------------- |
| Finalistka | 2008 | Australian Open     | tvrdý  | Šachar Pe'erová   | Aljona Bondarenková Kateryna Bondarenková                 | 6–2, 1–6, 4–6 |
| Finalistka | 2009 | French Open         | antuka | Jelena Vesninová  | Anabel Medinaová Garriguesová Virginia Ruanová Pascualová | 1–6, 1–6      |
| Finalistka | 2011 | Australian Open (2) | tvrdý  | Maria Kirilenková | Gisela Dulková Flavia Pennettaová                         | 6–2, 5–7, 1–6 |
| Finalistka | 2019 | US Open             | tvrdý  | Ashleigh Bartyová | Aryna Sabalenková Elise Mertensová                        | 5–7, 5–7      |

### Smíšená čtyřhra: 4 (2–2)
| Stav       | rok  | turnaj          | povrch | spoluhráč    | soupeři ve finále                    | výsledek      |
| ---------- | ---- | --------------- | ------ | ------------ | ------------------------------------ | ------------- |
| Finalistka | 2007 | Australian Open | tvrdý  | Max Mirnyj   | Jelena Lichovcevová Daniel Nestor    | 4–6, 4–6      |
| Vítězka    | 2007 | US Open         | tvrdý  | Max Mirnyj   | Meghann Shaughnessyová Leander Paes  | 6–4, 7–6(8–6) |
| Vítězka    | 2008 | French Open     | antuka | Bob Bryan    | Katarina Srebotniková Nenad Zimonjić | 6–2, 7–6(7–4) |
| Finalistka | 2018 | Wimbledon       | tráva  | Jamie Murray | Nicole Melicharová Alexander Peya    | 6–7(1–7), 3–6 |

## Utkání o olympijské medaile

### Ženská dvouhra: 1 (1 bronzová medaile)
| Stav  | rok  | turnaj                 | povrch | soupeřka ve finále | výsledek |
| ----- | ---- | ---------------------- | ------ | ------------------ | -------- |
| Bronz | 2012 | Londýn, Velká Británie | tráva  | Maria Kirilenková  | 6–3, 6–4 |

### Smíšená čtyřhra: 1 (1 zlatá medaile)
| Stav  | rok  | turnaj                 | povrch | spoluhráč  | soupeři ve finále           | výsledek         |
| ----- | ---- | ---------------------- | ------ | ---------- | --------------------------- | ---------------- |
| Zlato | 2012 | Londýn, Velká Británie | tráva  | Max Mirnyj | Laura Robsonová Andy Murray | 2–6, 6–3, [10–8] |

## Finále na okruhu WTA
| Legenda                                                           |
| ----------------------------------------------------------------- |
| D – dvouhra, Č – čtyřhra                                          |
| Grand Slam (2–3 D; 0–4 Č)                                         |
| Turnaj mistryň (0–1 D)                                            |
| Tier I / Premier Mandatory & Premier 5 / WTA 1000 (10–5 D; 5–3 Č) |
| Tier II / Premier / WTA 500 (4–6 D; 2–3 Č)                        |
| Tier III, IV & V / International / WTA 250 (5–5 D; 3–1 Č)         |

### Dvouhra: 41 (21–20)
| Stav       | č.  | datum           | turnaj                                    | kategorie         | povrch     | soupeřka ve finále    | výsledek                |
| ---------- | --- | --------------- | ----------------------------------------- | ----------------- | ---------- | --------------------- | ----------------------- |
| Finalistka | 1.  | 6. května 2007  | Estoril, Portugalsko                      | Tier IV           | antuka     | Gréta Arnová          | 6–2, 1–6, 6–7(3–7)      |
| Finalistka | 2.  | 7. října 2007   | Taškent, Uzbekistán                       | Tier IV           | tvrdý      | Pauline Parmentierová | 5–7, 2–6                |
| Finalistka | 3.  | 5. ledna 2008   | Gold Coast, Austrálie                     | Tier III          | tvrdý      | Li Na                 | 6–4, 3–6, 4–6           |
| Finalistka | 4.  | 4. května 2008  | Praha, Česko                              | Tier IV           | antuka     | Věra Zvonarevová      | 6–7(2–7), 2–6           |
| Vítězka    | 1.  | 10. ledna 2009  | Brisbane, Austrálie                       | International     | tvrdý      | Marion Bartoliová     | 6–3, 6–1                |
| Vítězka    | 2.  | 21. února 2009  | Memphis, Spojené státy                    | International     | tvrdý (h)  | Caroline Wozniacká    | 6–1, 6–3                |
| Vítězka    | 3.  | 4. dubna 2009   | Miami, Spojené státy                      | Premier Mandatory | tvrdý      | Serena Williamsová    | 6–3, 6–1                |
| Finalistka | 5.  | 20. února 2010  | Dubaj, Spojené arabské emiráty            | Premier 5         | tvrdý      | Venus Williamsová     | 3–6, 5–7                |
| Finalistka | 6.  | 19. června 2010 | Eastbourne, Spojené království            | Premier           | tráva      | Jekatěrina Makarovová | 6–7(5–7), 4–6           |
| Vítězka    | 4.  | 1. srpna 2010   | Stanford, Spojené státy                   | Premier           | tvrdý      | Maria Šarapovová      | 6–4, 6–1                |
| Vítězka    | 5.  | 24. října 2010  | Moskva, Rusko                             | Premier           | tvrdý (h)  | Maria Kirilenková     | 6–3, 6–4                |
| Vítězka    | 6.  | 3. dubna 2011   | Miami, Spojené státy (2)                  | Premier Mandatory | tvrdý      | Maria Šarapovová      | 6–1, 6–4                |
| Vítězka    | 7.  | 10. dubna 2011  | Marbella, Španělsko                       | International     | antuka     | Irina-Camelia Beguová | 6–3, 6–2                |
| Finalistka | 7.  | 8. května 2011  | Madrid, Španělsko                         | Premier Mandatory | antuka     | Petra Kvitová         | 6–7(3–7), 4–6           |
| Vítězka    | 8.  | 23. října 2011  | Lucemburk, Lucembursko                    | International     | tvrdý (h)  | Monica Niculescuová   | 6–2, 6–2                |
| Finalistka | 8.  | 30. října 2011  | Turnaj mistryň, Istanbul, Turecko         | Turnaj mistryň    | tvrdý (h)  | Petra Kvitová         | 5–7, 6–4, 3–6           |
| Vítězka    | 9.  | 14. ledna 2012  | Sydney, Austrálie                         | Premier           | tvrdý      | Li Na                 | 6–2, 1–6, 6–3           |
| Vítězka    | 10. | 28. ledna 2012  | Australian Open, Melbourne, Austrálie     | Grand Slam        | tvrdý      | Maria Šarapovová      | 6–3, 6–0                |
| Vítězka    | 11. | 19. února 2012  | Dauhá, Katar                              | Premier 5         | tvrdý      | Samantha Stosurová    | 6–1, 6–2                |
| Vítězka    | 12. | 18. března 2012 | Indian Wells, Spojené státy               | Premier Mandatory | tvrdý      | Maria Šarapovová      | 6–2, 6–3                |
| Finalistka | 12. | 23. dubna 2012  | Stuttgart, Německo                        | Premier           | antuka (h) | Maria Šarapovová      | 1–6, 4–6                |
| Finalistka | 12. | 13. května 2012 | Madrid, Španělsko                         | Premier Mandatory | antuka     | Serena Williamsová    | 1–6, 3–6                |
| Finalistka | 11. | 8. září 2012    | US Open, New York, Spojené státy          | Grand Slam        | tvrdý      | Serena Williamsová    | 2–6, 6–2, 5–7           |
| Vítězka    | 13. | 7. října 2012   | Peking, Čína                              | Premier Mandatory | tvrdý      | Maria Šarapovová      | 6–3, 6–1                |
| Vítězka    | 14. | 14. října 2012  | Linec, Rakousko                           | International     | tvrdý (h)  | Julia Görgesová       | 6–3, 6–4                |
| Vítězka    | 15. | 26. ledna 2013  | Australian Open, Melbourne, Austrálie (2) | Grand Slam        | tvrdý      | Li Na                 | 4–6, 6–4, 6–3           |
| Vítězka    | 16. | 17. února 2013  | Dauhá, Katar (2)                          | Premier 5         | tvrdý      | Serena Williamsová    | 7–6(8–6), 2–6, 6–3      |
| Finalistka | 12. | 9. května 2013  | Řím, Itálie                               | Premier 5         | antuka     | Serena Williamsová    | 1–6, 3–6                |
| Finalistka | 13. | 4. srpna 2013   | Carslbad, Spojené státy                   | Premier           | tvrdý      | Samantha Stosurová    | 2–6, 3–6                |
| Vítězka    | 17. | 18. srpna 2013  | Cincinnati, Spojené státy                 | Premier 5         | tvrdý      | Serena Williamsová    | 2–6, 6–2, 7–6(8–6)      |
| Finalistka | 14. | 8. září 2013    | US Open, New York, Spojené státy          | Grand Slam        | tvrdý      | Serena Williamsová    | 5–7, 7–6(8–6), 1–6      |
| Finalistka | 15. | 4. ledna 2014   | Brisbane, Austrálie                       | Premier           | tvrdý      | Serena Williamsová    | 4–6, 5–7                |
| Finalistka | 16. | 28. února 2015  | Dauhá, Katar                              | Premier           | tvrdý      | Lucie Šafářová        | 4–6, 3–6                |
| Vítězka    | 18. | 9. ledna 2016   | Brisbane, Austrálie (2)                   | Premier           | tvrdý      | Angelique Kerberová   | 6–3, 6–1                |
| Vítězka    | 19. | 20. března 2016 | Indian Wells, Spojené státy (2)           | Premier Mandatory | tvrdý      | Serena Williamsová    | 6–4, 6–4                |
| Vítězka    | 20. | 2. dubna 2016   | Miami, Spojené státy (3)                  | Premier Mandatory | tvrdý      | Světlana Kuzněcovová  | 6–3, 6–2                |
| Finalistka | 17. | 7. dubna 2019   | Monterrey, Mexiko                         | International     | tvrdý      | Garbiñe Muguruzaová   | 1–6, 1–3skreč           |
| Vítězka    | 21. | 29. srpna 2020  | New York, Spojené státy (2)               | Premier 5         | tvrdý      | Naomi Ósakaová        | bez boje                |
| Finalistka | 18. | 12. září 2020   | US Open, New York, Spojené státy          | Grand Slam        | tvrdý      | Naomi Ósakaová        | 6–1, 3–6, 3–6           |
| Finalistka | 19. | 25. října 2020  | Ostrava, Česko                            | Premier           | tvrdý (h)  | Aryna Sabalenková     | 2–6, 2–6                |
| Finalistka | 20. | 17. října 2021  | Indian Wells, Spojené státy               | WTA 1000          | tvrdý      | Paula Badosová        | 6–7(5–7), 6–2, 6–7(2–7) |

### Čtyřhra: 21 (10–11)
| Stav       | č.  | datum             | turnaj                                | kategorie         | povrch      | spoluhráčka           | soupeřky ve finále                              | výsledek            |
| ---------- | --- | ----------------- | ------------------------------------- | ----------------- | ----------- | --------------------- | ----------------------------------------------- | ------------------- |
| Finalistka | 1.  | 26. února 2006    | Memphis, Spojené státy                | Tier III          | tvrdý       | Caroline Wozniacká    | Lisa Raymondová Samantha Stosurová              | 6–7(2–7), 3–6       |
| Vítězka    | 1.  | 14. května 2006   | Taškent, Uzbekistán                   | Tier IV           | tvrdý       | Taťána Pučeková       | Maria Elena Camerinová Emmanuelle Gagliardiová  | bez boje            |
| Finalistka | 2.  | 29. července 2007 | PremierStanford, Spojené státy        | Tier II           | tvrdý       | Anna Čakvetadzeová    | Sania Mirzaová Šachar Pe'erová                  | 4–6, 6–7(5–7)       |
| Finalistka | 3.  | 5. srpna 2007     | San Diego, Spojené státy              | Tier I            | tvrdý       | Anna Čakvetadzeová    | Cara Blacková Liezel Huberová                   | 5–7, 4–6            |
| Finalistka | 4.  | 30. září 2007     | Lucemburk, Lucembursko                | Tier II           | tvrdý (h)   | Šachar Pe'erová       | Iveta Benešová Janette Husárová                 | 4–6, 2–6            |
| Finalistka | 5.  | 14. října 2007    | Moskva, Rusko                         | Tier I            | koberec (h) | Taťána Pučeková       | Cara Blacková Liezel Huberová                   | 6–4, 1–6, [7–10]    |
| Finalistka | 6.  | 25. ledna 2008    | Australian Open, Melbourne, Austrálie | Grand Slam        | tvrdý       | Šachar Pe'erová       | Aljona Bondarenková Kateryna Bondarenková       | 6–2, 1–6, 4–6       |
| Finalistka | 7.  | 13. dubna 2008    | Amelia Island, Spojené státy          | Tier II           | antuka      | Jelena Vesninová      | Bethanie Matteková Vladimíra Uhlířová           | 3–6, 1–6            |
| Vítězka    | 2.  | 21. února 2009    | Memphis, Spojené státy                | International     | tvrdý (h)   | Caroline Wozniacká    | Juliana Fedaková Michaëlla Krajiceková          | 6–1, 7–6(7–2)       |
| Vítězka    | 3.  | 21. března 2009   | Indian Wells, Spojené státy           | Premier Mandatory | tvrdý       | Věra Zvonarevová      | Gisela Dulková Šachar Pe'erová                  | 6–4, 3–6, [10–5]    |
| Finalistka | 8.  | 24. května 2009   | French Open, Paříž, Francie           | Grand Slam        | antuka      | Jelena Vesninová      | A. Medinaová Garriguesová V. Ruanová Pascualová | 1–6, 1–6            |
| Vítězka    | 4.  | 15. srpna 2010    | Cincinnati, Spojené státy             | Premier 5         | tvrdý       | Maria Kirilenková     | Lisa Raymondová Rennae Stubbsová                | 7–6(7–4), 7–6(10–8) |
| Finalistka | 9.  | 28. ledna 2011    | Australian Open, Melbourne, Austrálie | Grand Slam        | tvrdý       | Maria Kirilenková     | Gisela Dulková Flavia Pennettaová               | 6–2, 5–7, 3–6       |
| Vítězka    | 5.  | 7. května 2011    | Madrid, Španělsko                     | Premier Mandatory | antuka      | Maria Kirilenková     | Květa Peschkeová Katarina Srebotniková          | 6–4, 6–3            |
| Vítězka    | 6.  | 31. července 2011 | Stanford, Spojené státy               | Premier           | tvrdý       | Maria Kirilenková     | Liezel Huberová Lisa Raymondová                 | 6–1, 6–3            |
| Finalistka | 10. | 15. srpna 2011    | Toronto, Kanada                       | Premier 5         | tvrdý       | Maria Kirilenková     | Liezel Huberová Lisa Raymondová                 | bez boje            |
| Vítězka    | 7.  | 2. března 2019    | Acapulco, Mexiko                      | International     | tvrdý       | Čeng Saj-saj          | Desirae Krawczyková Giuliana Olmosová           | 6–1, 6–2            |
| Vítězka    | 8.  | 19. května 2019   | Řím, Itálie                           | Premier 5         | antuka      | Ashleigh Bartyová     | Anna-Lena Grönefeldová Demi Schuursová          | 4–6, 6–0, [10–3]    |
| Finalistka | 11. | 8. září 2019      | US Open, New York, Spojené státy      | Grand Slam        | tvrdý       | Ashleigh Bartyová     | Aryna Sabalenková Elise Mertensová              | 5–7, 5–7            |
| Vítězka    | 9.  | 20. června 2021   | Berlín, Německo                       | WTA 500           | tráva       | Aryna Sabalenková     | Nicole Melicharová Demi Schuursová              | 4–6, 7–5, [10–4]    |
| Vítězka    | 10. | 7. května 2023    | Madrid, Španělsko (2)                 | WTA 1000          | antuka      | Beatriz Haddad Maiová | Coco Gauffová Jessica Pegulaová                 | 6–1, 6–4            |

## Chronologie výsledků na Grand Slamu

### Dvouhra
| Turnaj          | 2006    | 2007    | 2008    | 2009    | 2010    | 2011    | 2012    | 2013    | 2014    | 2015    | 2016    | 2017    | 2018    | 2019    | 2020    | 2021    | 2022    | 2023    | 2024    | 2025    | SR     | V–P    |
| --------------- | ------- | ------- | ------- | ------- | ------- | ------- | ------- | ------- | ------- | ------- | ------- | ------- | ------- | ------- | ------- | ------- | ------- | ------- | ------- | ------- | ------ | ------ |
| Australian Open | 1. kolo | 3. kolo | 3. kolo | 4. kolo | ČF      | 4. kolo | Vítěz   | Vítěz   | ČF      | 4. kolo | ČF      | A       | A       | 1. kolo | A       | 1. kolo | 4. kolo | SF      | 4. kolo | 1. kolo | 2 / 17 | 50–15  |
| French Open     | 1. kolo | 1. kolo | 4. kolo | ČF      | 1. kolo | ČF      | 4. kolo | SF      | A       | 3. kolo | 1. kolo | A       | 1. kolo | 2. kolo | 2. kolo | 4. kolo | 3. kolo | 2. kolo | 2. kolo | 2. kolo | 0 / 18 | 30–18  |
| Wimbledon       | 1. kolo | 3. kolo | 4. kolo | ČF      | 3. kolo | SF      | SF      | 2. kolo | 2. kolo | ČF      | A       | 4. kolo | 2. kolo | 3. kolo | NH      | 2. kolo | A       | 4. kolo | A       | 1. kolo | 0 / 16 | 36–15  |
| US Open         | 3. kolo | 4. kolo | 3. kolo | 3. kolo | 2. kolo | 3. kolo | F       | F       | ČF      | ČF      | A       | A       | 3. kolo | 1. kolo | F       | 3. kolo | 4. kolo | 2. kolo | 3. kolo |         | 0 / 17 | 48–17  |
| výhry–prohry    | 2–4     | 7–4     | 9–4     | 13–4    | 7–4     | 14–4    | 21–3    | 19–2    | 9–3     | 13–4    | 4–2     | 3–1     | 3–3     | 3–4     | 7–2     | 6–4     | 8–3     | 9–4     | 6–3     | 1–3     | 2 / 68 | 164–65 |

Vysvětlivky
1. ↑  Odstoupení před 2. kolem Wimbledonu 2013 nebylo započítáno jako porážka.

### Čtyřhra
| Turnaj          | 2007    | 2008    | 2009    | 2010    | 2011 | 2012–2017 | 2018    | 2019    | 2020    | 2021 | 2022 | 2023    | 2024 | SR     | V–P   |
| --------------- | ------- | ------- | ------- | ------- | ---- | --------- | ------- | ------- | ------- | ---- | ---- | ------- | ---- | ------ | ----- |
| Australian Open | A       | F       | 3. kolo | 3. kolo | F    | A         | A       | 2. kolo | A       | A    | A    | A       | A    | 0 / 5  | 15–3  |
| French Open     | 1. kolo | ČF      | F       | 2. kolo | ČF   | A         | A       | 2. kolo | A       | A    | A    | 2. kolo | A    | 0 / 7  | 15–7  |
| Wimbledon       | 2. kolo | ČF      | 3. kolo | 1. kolo | A    | A         | A       | 3. kolo | NH      | A    | A    | 2. kolo | A    | 0 / 6  | 8–3   |
| US Open         | 1. kolo | 1. kolo | 2. kolo | A       | A    | A         | 2. kolo | F       | 2. kolo | A    | A    | ČF      | A    | 0 / 7  | 10–7  |
| výhry–prohry    | 1–3     | 11–4    | 9–2     | 3–3     | 8–2  |           | 1–1     | 10–2    | 1–1     | 0–0  | 0–0  | 4–2     | 0–0  | 0 / 25 | 48–20 |

Vysvětlivky
1. ↑  Odstoupení před 3. kolem Australian Open 2009 nebylo započítáno jako porážka.
2. ↑  Odstoupení před 3. kolem Australian Open 2019 nebylo započítáno jako porážka.
3. ↑  Odstoupení souepřek před 2. kolem Wimbledonu 2009 nebylo započítáno jako výhra.
4. ↑  Odstoupení před 3. kolem Wimbledonu 2009 nebylo započítáno jako porážka.
5. ↑  Odstoupení před 3. kolem Wimbledonu 2019 nebylo započítáno jako porážka.
6. ↑  Odstoupení před 2. kolem Wimbledonu 2023 nebylo započítáno jako porážka.
7. ↑  Odstoupení soupeřek před 2. kolem US Open 2023 nebylo započítáno jako výhra.

| Legenda | Legenda                                   | Legenda | Legenda                     |
| ------- | ----------------------------------------- | ------- | --------------------------- |
| SR      | poměr vyhraných turnajů ku všem odehraným | W–L V–P | výhry–prohry                |
| NH      | daný rok se turnaj nekonal                | A       | turnaje se hráč nezúčastnil |
| 1Q / LQ | prohra v (kole) kvalifikace               | 1k / 1R | prohra v daném kole turnaje |
| QF / ČF | prohra ve čtvrtfinále                     | SF      | prohra v semifinále         |
| F       | prohra ve finále                          | Vítěz   | vítězství v turnaji         |

## Postavení na konečném žebříčku WTA

### Dvouhra
| Rok    | 2004 | 2005   | 2006  | 2007  | 2008  | 2009 | 2010  | 2011 | 2012 | 2013 | 2014  | 2015  | 2016  | 2017   | 2018  | 2019  | 2020  | 2021  | 2022  | 2023  |
| Pořadí | 506. | ▲ 146. | ▲ 92. | ▲ 30. | ▲ 15. | ▲ 7. | ▼ 10. | ▲ 3. | ▲ 1. | ▼ 2. | ▼ 32. | ▲ 22. | ▲ 13. | ▼ 208. | ▲ 51. | ▲ 50. | ▲ 13. | ▼ 27. | ▬ 27. | ▲ 22. |

### Čtyřhra
| Rok    | 2004 | 2005   | 2006   | 2007  | 2008  | 2009  | 2010  | 2011  | 2012   | 2013–14 | 2015 | 2016–17 | 2018 | 2019  | 2020  | 2021   | 2022   | 2023  |
| Pořadí | 677. | ▲ 429. | ▲ 110. | ▲ 32. | ▲ 12. | ▼ 15. | ▼ 44. | ▲ 12. | ▼ 367. | —       | 433. | —       | 272. | ▲ 18. | ▼ 21. | ▼ 159. | ▼ 208. | ▲ 46. |

## Vyznamenání
- Zasloužilý mistr sportu Běloruské republiky – Bělorusko, 2010[60]
- Řád vlasti III. třídy – Bělorusko, 2012
- Řád cti – Bělorusko, 2012 – udělil prezident Alexandr Lukašenko za dosažení vysokých sportovních výsledků na XXX. Letních olympijských hrách v roce 2012 v Londýně a za velký osobní přínos k rozvoji tělesné kultury a sportu[61]